# Банитаба, Мейсам
Сейед Мейсам Банитаба Хорам Абади (род. 30 марта 1989 года) — иранский парадзюдоист. Серебряный призёр летних Паралимпийских игр 2024 года в Париже.

## Биография
5 сентября 2024 года принял участие на летних Паралимпийских играх 2024 в Париже в весовой категории до 60 кг (класс J1). В четвертьфинале победил китайца Чжу Шивэня, в полуфинале — индийца Капила Пармара. В финальной схватке проиграл алжирцу Абделькадеру Буамеру и завоевал серебряную медаль Паралимпийских игр.

## Основные спортивные результаты
| Год  | Турнир                          | Место проведения | Категория    | Место |
| ---- | ------------------------------- | ---------------- | ------------ | ----- |
| 2022 | Чемпионат мира                  | Баку             | до 60 кг, J1 | 1     |
| 2023 | Азиатские Параигры              | Ханчжоу          | до 60 кг, J1 | 1     |
| 2024 | Летние Паралимпийские игры 2024 | Париж            | до 60 кг, J1 | 2     |